# Takako Saito
Takako Saito (斉藤陽子?, Saitō Takako; Sabae, 18 febbraio 1929) è un'artista giapponese naturalizzata tedesca.
Negli anni Sessanta e Settanta aderisce a Fluxus, cui contribuisce con numerose opere e performance, che vengono riproposte periodicamente sia nelle esposizioni del movimento, sia presso il MoMA. Deve la sua notorietà internazionale principalmente all'elaborazione di oggetti, fra cui in particolare Silent Music e la serie degli scacchi. La produzione di Saito comprende anche opere multimediali, installazioni e sculture, spesso in collaborazione con altri artisti.

## Biografia
Dal 1947 al 1950 studia psicologia infantile presso Nihon Joshi Daigaku, l'Università privata femminile giapponese di Bunkyō. In seguito aderisce al movimento per l'educazione creativa Sōzō Biiku undŏ ("Creative Art Education movement"), fondato nel 1952 da Sadajirŏ Kubo e basato sulla libertà di pensiero.
Nel corso di una iniziativa organizzata dal movimento, Saito conosce l'artista di Tokyo Ay-O, attivo sostenitore dei gruppi di avanguardia giapponesi, che contribuisce alla sua formazione sull'arte contemporanea. Grazie ad Ay-O entra in contatto con George Maciunas a New York, dove si trasferisce dal 1963. Saito rimane in contatto con Maciunas fino alla morte di quest'ultimo, anche dopo avere preso le distanze da Fluxus.
Dal 1965 al 1968  studia presso la Brooklyn Museum Art School, per poi frequentare l'Art Students League of New York.
Tra il 1968 e il 1979 viaggia in Europa. In Francia lavora con George Brecht e Robert Filliou, entrambi associati a Fluxus, e stringe amicizia con altri artisti del movimento. Visita inoltre la Germania e l'Italia; in Gran Bretagna lavora per la Beau Geste Press, occupandosi di libri d'arte. Dal 1979 al 1983 studia presso l'Università di Duisburg-Essen.
Dal 1978 risiede a Düsseldorf; la sua copiosa produzione artistica è spesso oggetto di esposizioni internazionali, come quella organizzata presso la Tate Modern di Londra nel 2008.

## Fluxus
Nel corso della lunga adesione al movimento, grazie anche all'incoraggiamento di Maciunas, la produzione artistica di Takako Saito si pone in linea con alcune esperienze condotte all’interno di Fluxus, in particolare con il Fluxkit, un astuccio portatile contenente vari oggetti.
Il Fluxkit, costituito principalmente di oggetti trovati, propone ripetute interazioni con l’ambiente circostante. Un esempio è costituito da Smell Chess (ca. 1965, MoMA), una scacchiera in cui i pezzi sono sostituiti da fialette trasparenti riempite con aromi differenti, come cannella, noce moscata o zenzero. Ogni pezzo degli scacchi ha un aroma proprio, distinto dagli altri. In tal modo l'artista esplora le potenzialità della percezione olfattiva, rivoluzionando la gestione gerarchica del gioco.